# HMH-466
466ème Escadron d'hélicoptères lourds (USMC)
Le Marine Heavy Helicopter Squadron 466 (ou HMH-466) est un escadron d'hélicoptère de transport de l'Aviation Corps des Marines des États-Unis composé d'hélicoptères CH-53E Super Stallion. L'escadron, connu sous le nom de "Wolfpack" est basé à la Marine Corps Air Station Miramar, en Californie. Il est sous le commandement du Marine Aircraft Group 16 (MAG-16) et de la 3rd Marine Aircraft Wing (3rd MAW). Le code de queue de l'escadron est "YK".

## Mission
Assurer le transport de soutien d'assaut des troupes de combat, des fournitures et de l'équipement lors d'opérations expéditionnaires, interarmées ou combinées à l'appui des opérations de la Force tactique terrestre et aérienne des Marines.

## Historique

### Origine
Le Marine Heavy Helicopter Squadron 466, le "Wolfpack", a été créé le 30 novembre 1984 en tant que deuxième escadron de CH-53E Super Stallion du Marine Corps. 
Le Wolfpack a effectué son premier vol opérationnel le 19 décembre 1984. Au cours de ses sept premiers mois en tant qu'escadron opérationnel, le HMH-466 avait effectué 1.100 heures de vol, transporté 1.000 passagers et transporté 175.000 livres de fret.

### Années 1990
Lorsque l'Irak a envahi le Koweït en août 1990, le HMH-466 est devenu le premier escadron de CH-53E à se déployer en Arabie saoudite. Alors qu'il était à l'appui des opérations BOUCLIER DU DÉSERT et TEMPÊTE DU DÉSERT, le HMH-466 a récupéré un avion abattu, a effectué la première insertion de troupes munies de lunettes de vision nocturne (NVG) et a fourni un soutien de transport lourd des installations portuaires aux zones de rassemblement en préparation de la phase au sol de l'opération. À la fin des hostilités, l'escadron est retourné à la Marine Corps Air Station Tustin (en) sans avoir subi de pertes de personnel ou d'avions.

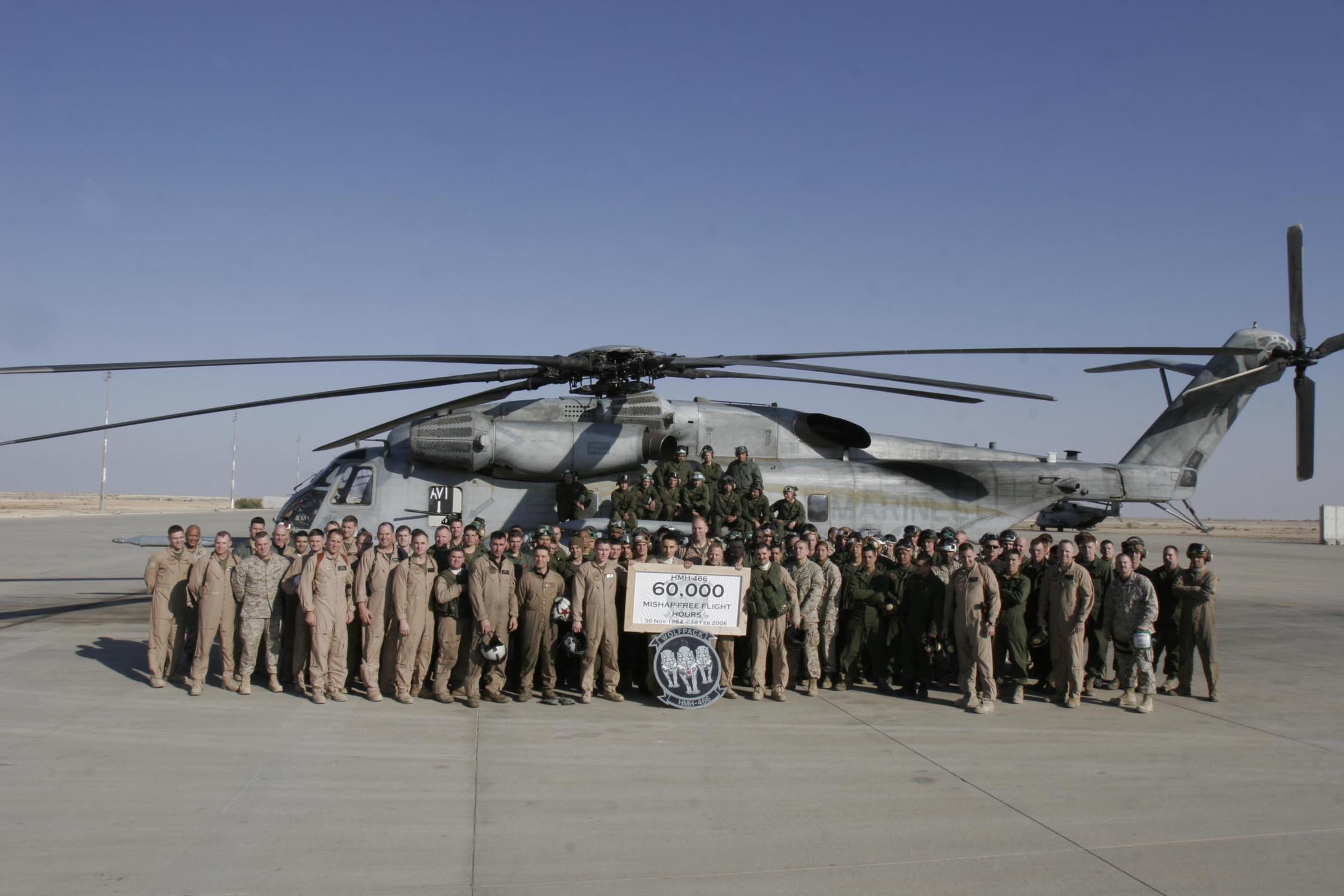
Photo de l'escadron célébrant 60 000 heures de vol

En mai 1992, le Wolfpack a lancé son premier programme de déploiement d'unité au Marine Aircraft Group 36, du Marine Corps Air Station Futenma, au Japon et est devenu le deuxième escadron CH-53E déployé dans le Pacifique occidental. De plus, l'escadron a détaché quatre avions au Marine Medium Helicopter Squadron 161 (HMM-161) à l'appui de la 11th Marine Expeditionary Unit.
De décembre 1992 à mars 1993, le HMH-466 a détaché quatre avions en Somalie à l'appui de l'Opération Restore Hope. En novembre 1993, l'escadron a célébré son neuvième anniversaire. En mai 1994, il est intervenu à Entebbe, en Ouganda, dans le cadre de l'Opération Support Hope, au secours aux réfugiés rwandais.

### Guerre mondiale contre le terrorisme

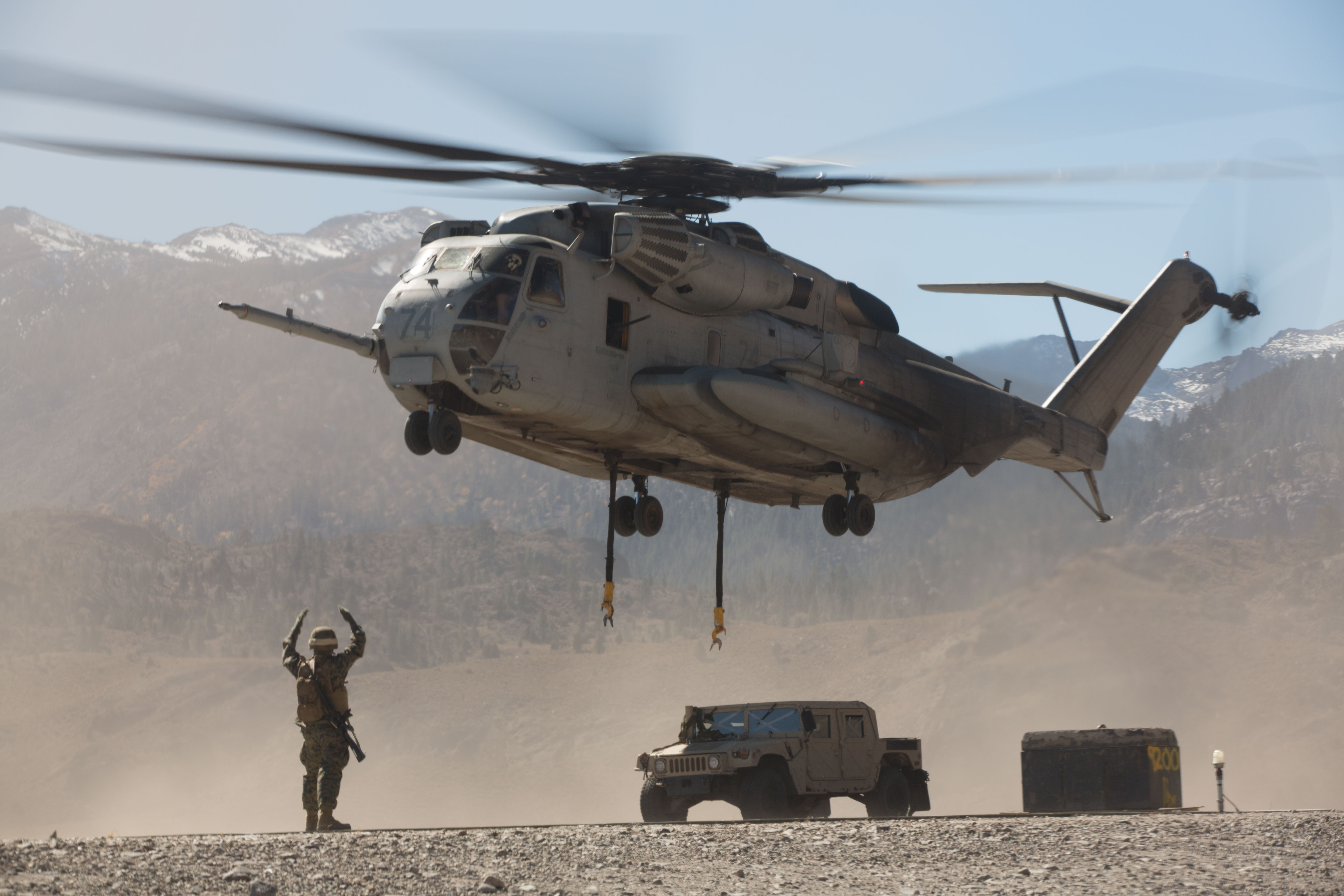
CH-53C du HMH-466 en 2013

En janvier 2004, l'escadron a embarqué seize avions à bord de l'USS Boxer pour le transport vers le golfe Persique. Pendant son séjour en Irak, l'escadron a participé à l'Opération IRAQI FREEDOM et pour soutenir les Forces multinationales jusqu'en 2007. L'escadron est reparti pour l'Irak en octobre 2008 et du Koweït, l'escadron a vu un détachement de quatre avions partir pour Kandahar, en Afghanistan.  En 2012 le HMH-466 participe à l'Opération Enduring Freedom Afghanistan. Le HMH-466 a été renforcé par le HMH-366 de Cherry Point, pour former un escadron complet. Au cours de 7 mois, l'escadron a participé à plus de 175 opérations nommées, 4.500 heures de vol de combat soutenant les opérations de l'USMC et les partenaires, notamment l'armée nationale afghane, l'Australie, la Grande-Bretagne et la Géorgie.